# Milan Ivana
Milan Ivana (* 26. November 1983 in Kálnica) ist ein ehemaliger slowakischer Fußballspieler.

## Karriere

### Verein
Ivana begann sechsjährig bei Zavažan Kálnica, einem in seinem Geburtsort ansässigen Sportverein, mit dem Fußballspielen und wechselte 1994 nach Nové Mesto nad Váhom zum dort beheimateten Verein Považan Nové Mesto nad Váhom. Mit 15 Jahren ging er zum AS Trenčín, für die er später zu ersten Ligaeinsätzen kam. Im Januar 2004 wurde der Stürmer vom tschechischen Erstligisten 1. FC Synot verpflichtet. Im ersten Jahr kam Ivana zu 13 Spieleinsätzen und erzielte drei Tore. In der Saison 2004/05 gehörte er zur Stammformation und schoss vier Tore in 27 Partien. In der Spielzeit 2005/06 wurde er mit elf Toren in 29 Spielen Torschützenkönig der Gambrinus Liga, der höchsten Spielklasse in Tschechien. Im September 2006 scheiterte nach mehreren Versuchen ein Wechsel zum FC Zürich. Im Juli 2007 absolvierte er ein Probetraining beim Zweitligisten Borussia Mönchengladbach, kurze Zeit später wechselte er zu Slavia Prag. Dort vermochte sich der Slowake nicht durchzusetzen; in der Saison 2008/09 kam er zu 17 Einsätzen, davon allerdings nur zwei von Beginn an. Ende Juli 2009 wechselte der Angreifer zum slowakischen Verein ŠK Slovan Bratislava, mit dem er 2010 Pokalsieger wurde und 2011 das Double gewann. Im Januar 2012 wechselte er nach einem erfolgreichen Probetraining ablösefrei zum Drittligisten SV Wehen Wiesbaden, für den er einen bis zum Ende der Saison laufenden Vertrag unterschrieb. Auch in der Folgesaison war er für die Hessen aktiv, bis sein Vertrag im Sommer 2013 nicht mehr verlängert wurde. Am 29. Juli 2013 verpflichtete ihn der SV Darmstadt 98 für eine Saison bekannt. Dort stieg er in zwei Spielzeiten von der dritten in die erste Liga auf. Anschließend wurde er vom Regionalligisten SV Elversberg verpflichtet. Er wechselte im Sommer 2017 zum Regionalligisten SV Röchling Völklingen. Nach anhaltenden Kniebeschwerden pausierte er von August 2018 an knapp anderthalb Jahre. Im Januar 2020 unterschrieb er dann einen neuen Vertrag beim österreichischen Amateurverein ASV Zurndorf, der grenznah an Ivanas Heimatland Slowakei liegt. Ein Jahr später ging er noch für sechs Monate zum FK Hainburg an der Donau und beendete dann im Sommer 2021 seine aktive Karriere.

### Nationalmannschaft
Ivana, der zahlreiche Länderspiele in den Jugendauswahlmannschaften des Slovenský futbalový zväz absolviert hatte und Kapitän der U-21-Auswahl gewesen war, debütierte am 31. März 2004 in der A-Nationalmannschaft, die in Bratislava ein 1:1 im Test-Länderspiel gegen Österreich erzielte. Zu seinem zweiten Einsatz kam er am 10. Dezember 2006 in einem Freundschaftsspiel gegen die Vereinigten Arabischen Emirate. Beim 2:1-Sieg in Abu Dhabi spielte er über die kompletten 90 Minuten.

## Erfolge
- Tschechischer Meister 2008, 2009
- Slowakischer Pokalsieger 2010, 2011
- Slowakischer Meister 2011

## Auszeichnungen
- Torschützenkönig der Gambrinus Liga: 2006 (11 Tore)